# Salvatore Lauricella
Salvatore Lauricella né à Ravanusa (Agrigente) le 18 mai 1922, mort à Catane le 7 novembre 1996, est un homme politique italien.
Dirigeant du Parti socialiste italien en Sicile, il est député et ministre de la République italienne. Il est également membre de l'Assemblée régionale sicilienne qu'il préside à deux reprises.

## Biographie
Salvatore Lauricella est le fils de Giuseppe Lauricella, fondateur et dirigeant du Parti socialiste italien avant l'arrivée au pouvoir de Benito Mussolini dans la province d'Agrigente, gangrénée par la mafia qui lutte contre l'émergence du mouvement ouvrier.
Avocat de métier après avoir obtenu un diplôme de droit, il adhère au PSI renaissance peu après le débarquement allié en Sicile, en juillet 1943, et y prend localement des responsabilités, en prenant position en faveur de l'autonomie de l'île contre l'opinion majoritaire dans son parti. Au printemps 1946, il devient maire de sa commune natale que son père a dirigé également en 1920.
Il s'implique également dans les mouvements syndicaux et coopératifs et dans les luttes paysannes de l'après guerre. Il milite au sein de la CGIL et dirige la Chambre du travail de Ravanusa en appuyant la réforme agraire et l'occupation des terres non cultivées contre les grands propriétaires et la mafia. Son militantisme lui vaut d'être exclu durant vingt ans par l'ordre des avocats pour subversion. Il préside ensuite la Ligue provinciale des coopératives et mutuelles d'Agrigente et occupe le secrétariat de la Ligue régionale des municipalités siciliennes.
Membre depuis 1954 de la direction sicilienne du PSI, il en devient le secrétaire en 1959, et le reste jusqu'en 1970. Adhérent au courant de Francesco De  Martino, il est l'un des artisans du virage vers le centre gauche des socialistes siciliens, à Ravanusa puis à Agrigente et enfin à l'assemblée régionale, deux ans avant la collaboration nationale du PSI avec la Démocratie chrétienne par la participation au premier gouvernement Moro. Le 29 août 1961, il signe en effet en tant que secrétaire régional du PSI, un accord de gouvernement avec le démocrate-chrétien Giuseppe D'Angelo.
Il entre à la Chambre des députés après les élections générales de 1963 pour le collège de Sicile occidentale. Il est réélu en 1968 dans le district de l'ouest de la Sicile.
Ministre de la Recherche scientifique dans le gouvernement Rumor I (1968-1969), puis des Travaux Publics des Rumor III et Colombo (1970-1972) puis Rumor IV et V (1973-1974), il est réélu en 1972, 1976 et 1979, dans le collège de Sicile occidentale. Comme ministre des travaux publics, Salvatore Lauricella lance un concours pour la construction du Pont sur le détroit de Messine, porte une loi pour la sauvegarde de la lagune de Venise, une autre sur la maison, en faveur du logement social. Il soutient également la construction du réseau autoroutier sicilien faisant le tour de l'île avec le tronçon Syracuse-Mazara del Vallo et imagine un monorail reliant la Sicile à Rome. Au delà de son île, il engage la poursuite de l'autoroute Salerne-Reggio.
Il démissionne du Parlement italien pour se présenter à l'Assemblée régionale sicilienne lors des élections régionales de 1981. Élu dans la circonscription d'Agrigente et dans celle de Palerme, il choisit la seconde, et est élu président de l'assemblée pendant deux législatures, jusqu'en 1986. A cette fonction, il dispute la direction politique de la Sicile avec le président de la région, Rosario Nicolosi, qui cherche à renforcer le pouvoir exécutif face à l'assemblée.
Il fait modifier le règlement de l'Assemblée régionale, fait réviser les règles du Statut sicilien et de la loi électorale. Il défend pour la Sicile une coopération euro-méditerranéenne et s'opposant avec les forces de gauche locales menées par Pio La Torre, à l'installation des missiles à la base de l'OTAN à Comiso, après avoir instaurer 1982 « année de la paix » en qualité de président de l'ARS.
En interne, il soutient Bettino Craxi en 1976 et devient son secrétaire national adjoint, puis assume la présidence du parti tout en conservant une forme d'indépendance des socialistes siciliens vis-à-vis de Rome. A l'occasion des élections européennes de 1989, il incarne la vieille garde socialiste sicilienne opposée au secrétaire adjoint national Claudio Martelli quant au choix du candidat à envoyer à Strasbourg.
En 1992, il redevient député national jusqu'à la fin de la législature, en 1994 en plein scandale de l'Opération Mains propres, après quoi il se retire de la vie politique.